# Super 4
Super 4 ist eine französisch-deutsche animierte Zeichentrickserie, die seit 2014 produziert wird. Die Erstausstrahlung im deutschsprachigen Raum erfolgte am 27. April 2015 im Disney Channel. Die Serie basiert auf Spielzeugen von Playmobil und richtet sich vor allem an Zuschauer im Vor- und Grundschulalter.

## Inhalt

### Hauptfiguren
Alex (Prinz Alexander) stammt aus der mittelalterlichen Welt Ritterland (Kingsland). Dort soll er König werden, fühlte sich jedoch zu eingeengt und brach auf, um Abenteuer zu erleben, bevor er seinem Vater, König Kenric, auf den Thron folgt.
Ruby ist eine Piratin. Sie stammt von der Schwarzpulver-Insel (Gunpowder Island), wo sie von ihrem Stiefvater Rubens aufgezogen wurde. Als die Piraten ihr versicherten, dass sie als Mädchen niemals ein echter Pirat werden würde, brach sie in die Welt auf, um das Gegenteil zu beweisen.
Gene ist Wissenschaftler und Erfinder. Er stammt aus der High-Tech-Stadt Technopolis, die von dem rätselhaften Dr. X regiert wird. Er ist der Erbauer des Chamäleons, des futuristischen Fahrzeugs der Gruppe.
Twinkle (Twinkle Starglitter) ist eine junge Fee aus der Verwunschenen Welt (Enchanted Island), in welcher die verschiedensten magischen Wesen wohnen. Sie ist ein wenig tollpatschig, vor allem im Umgang mit ihrem Zauberstab, und musste ihre Welt verlassen, nachdem sie die Feenkönigin aus Versehen in einen Frosch verwandelt hat.

### Handlung
Nachdem die vier Hauptcharaktere ihre jeweiligen Heimatwelten verlassen haben, schließen sie sich zu einem Team zusammen, um verschiedene Abenteuer zu erleben. Mit dabei ist dabei stets der kleine Außerirdische Alien. Sie bereisen zusammen die verschiedenen Themenwelten, wo sie die sich ihnen stellenden Aufgaben vor allem durch Teamwork und Zusammenhalt meistern können.

## Episoden
Bisher (Stand Februar 2019) wurden in 2 Staffeln 52 Episoden mit zumeist jeweils 2 Geschichten produziert.

## Synchronisation
Die deutschsprachige Synchronisation der Serie übernahm die Digital Media Technologie GmbH aus Hamburg. Die Dialogregie übernahm Kerstin Draeger, die ebenfalls das Dialogbuch verfasste.
| Rolle              | Englischer Sprecher    | Deutscher Sprecher     |
| Alex               | Damien Ferrette        | Jannik Endemann        |
| Gene               | Franck Lorrain         | Rasmus Borowski        |
| Twinkle            | Sarah Natochenny       | Tanja Dohse            |
| Ruby               | Veronica Taylor        | –                      |
| Prinzessin Leonora | Alyson Leigh Rosenfeld | Josephine Schmidt      |
| Baba Carra         | Alyson Leigh Rosenfeld | Katja Brügger          |
| Feenkönigin        | Alyson Leigh Rosenfeld | Sandra Maren Schneider |
| Gigax der Wichtel  | Colin Hausberg         | Christopher Groß       |

## Hintergrund
Super 4 ist die erste Umsetzung von Playmobil-Spielzeug für das Fernsehen. Serienbegleitend gibt es verschiedene Figuren- und Spielzeugsets, welche die Serie, die vier Hauptfiguren sowie diverse Nebencharaktere zum Motiv haben. Um das jugendliche Alter der Figuren darzustellen, führte der Hersteller geobra Brandstätter eine neue Figurengröße ein. Die Figuren der Super 4-Reihe sind mit 7 Zentimetern Höhe etwa einen halben Zentimeter kleiner als die „klassischen“ Playmobil-Erwachsenenfiguren.

## Rezeption
Die US-amerikanische Organisation Common Sense Media, die Filme und Fernsehserien nach pädagogischen und kindgerechten Aspekten bewertet, nahm Super 4 positiv an. Lobend erwähnt werden die „vier wunderbar unterschiedlichen Charaktere“, deren „größte Stärke es sei, dass sie so verschieden voneinander sind“, sie aber auftretende Probleme durch Teamwork und Vertrauen gemeinsam meistern. Auch für Eltern, die früher mit Playmobil gespielt haben, sei die Serie zu empfehlen. Zwar ist das Merchandising in Super 4 natürlich omnipräsent, aber dies tue dem Spaß keinen Abbruch.

## Sonstiges
Die vier Hauptfiguren der Serie treten regelmäßig mit verschiedenen Aktionen und Shows im Playmobil FunPark in Zirndorf auf.